# Lenny Castro
Lenny Castro (ur. 12 stycznia 1950 w Johannesburgu) – amerykański perkusista, muzyk sesyjny. Współpracował m.in. z takimi wykonawcami jak: Adele, Simply Red, The Rolling Stones, Elton John, Al Jarreau, George Benson, Eric Clapton, Boz Scaggs, Alien Ant Farm, Steely Dan, Christopher Cross, The Mars Volta, Dolly Parton, Diana Ross, Stevie Wonder, David Sanborn, Avenged Sevenfold, Tom Petty, Joe Sample, Kenny Loggins, Rickie Lee Jones, Dan Fogelberg, The Crusaders, Bee Gees, Barbra Streisand, Quincy Jones, John Mayer, Randy Newman, Olivia Newton-John, Red Hot Chili Peppers, Eric Burdon, Oasis, Wayne Shorter, Maroon 5, Lisa Marie Presley, Noel Gallagher’s High Flying Birds oraz Mick Hucknall. Od 2015 roku pozostaje członkiem koncertowego składu zespołu Toto. Wraz z grupą współpracował wcześniej, także jako muzyk koncertowy w 1979 oraz w latach 1982–1987.
Muzyk jest endorserem instrumentów firmy Latin Percussion.